# Конец Чёрной топи
«Конец Чёрной топи» — советский кукольный мультфильм-сказка 1960 года, снятый на студии «Союзмультфильм». Режиссёр — Владимир Дегтярёв, известный и своими рисованными мультфильмами («Паровозик из Ромашкова»), но большинство его работ — кукольное кино.
Современная сказка о том, как осушение болот заставляет отступить или «перевоспитаться» лесную нечисть — Бабу-Ягу, Водяного, Лешего.

## Сюжет
Чёрная топь — это болото в дремучем лесу. Возле него с давних пор жили Леший, Баба-Яга и Водяной. Однажды над болотом шумно пролетает самолёт, а потом и вертолёт. Перепуганная и обозлённая Баба-Яга решает улететь в ступе подальше от болота.
Леший отправляется в разведку и попадает в современную деревню. Дойдя до дома культуры, он слышит лекцию одного профессора, который открыто заявляет, что лешие, водяные и прочая нечисть — это «вредное суеверие». Опечаленный такой новостью, Леший возвращается в свой лес и встречает там землемера. Тот сообщает ему, что болото будут осушать, а сказочным персонажам — место в сказке и кино. В финале Леший, Водяной и Баба-Яга уходят по дороге «в сказку».

## Создатели
| Автор сценария                         | Аркадий Снесарев                                                                                         |
| Режиссёр                               | Владимир Дегтярёв                                                                                        |
| Оператор                               | Михаил Каменецкий                                                                                        |
| Композитор                             | Василий Соловьев-Седой                                                                                   |
| Художник-постановщик                   | Владимир Данилович                                                                                       |
| Звукооператор                          | Георгий Мартынюк                                                                                         |
| Кукловоды-мультипликаторы:             | К. Мамонов, Павел Петров                                                                                 |
| Редактор                               | Борис Воронов                                                                                            |
| Куклы и декорации выполнили художники: | В. Куранов, Вера Калашникова, Н. Целиков, В. Черкинская, Геннадий Лютинский, О. Плюцинская, В. Чернихова |
| под руководством                       | Романа Гурова                                                                                            |
| Ассистент по монтажу                   | В. Егорова                                                                                               |
| Ассистент режиссёра                    | А. Тюрин                                                                                                 |
| Директор картины                       | Натан Битман                                                                                             |

## Роли озвучивали
- Георгий Вицин — Леший
- Владимир Ратомский — Водяной
- Ирина Мазинг — Баба-яга
- Владимир Лепко — профессор

## Издания
- В 1990-е годы на аудиокассетах изданием «Twic Lyrec» была выпущена аудиосказка по одноимённому мультфильму с текстом Александра Пожарова.

## Интересные факты
- Образ Лешего оказался удачным и был использован режиссёром в мультфильме «Новогодняя сказка» в 1972 году.

## О мультфильме
«Конец Чёрной Топи» (1960) был одним из первых фильмов, в котором режиссёр и художник Владимир Данилевич использовали такое важнейшее выразительное средство объемного кино, как фактура материала. Особенно хорош был Леший, «смонтированный» из сучков, коры и прочих лесных деталей, — прием тогда новый для нашей мультипликации.
— Наталия Венжер «Наши мультфильмы»

Яркими явлениями стали фильмы Владимира Дегтярёва «Конец Чёрной Топи» (1960) и «Кто сказал мяу?» (1962).
— Георгий Бородин: Киностудия «Союзмультфильм» Краткий исторический обзор

В качестве примера можно рассмотреть судьбу одной из классических картин «Союзмультфильма», «вошедшей в учебники», — «Конец Черной топи» В. Д. Дегтярева (по сценарию А. Г. Снесарева, художник-постановщик — В. П. Данилевич). Содержание её можно не пересказывать ввиду хрестоматийности. Это — одна из наиболее пострадавших от цензуры анимационных лент, новаторская для своего времени попытка создания современной сказки (жанра, наряду с притчей, наиболее «подозрительного» для цензоров).
— Георгий Бородин. «Анимация подневольная»